# Усадьба Варвары Морозовой
Усадьба Варвары Морозовой — памятник архитектуры в Москве. Адрес ансамбля: улица Воздвиженка, дом 14. В составе комплекса три строения.

## История
Варвара Морозова купила участок на Воздвиженке, ранее принадлежавший Долгоруким, в 1885 году. Строительство было поручено начинающему архитектору Роману Клейну, для него это была одна из первых самостоятельных работ. Предполагается, что строительство велось на фундаменте палат XVIII века. Главный дом был закончен в 1888 году, а в 1891 году его дополнили две пристройки работы Виктора Мазырина, который спустя несколько лет строил знаменитый особняк для сына Морозовой, Арсения, по соседству.
Сохранившиеся служебные постройки усадьбы также возведены Романом Клейном. Хозяйственный флигель (строение 2) построен в 1887 году на основе здания 1819 года, в том же году возведены ограда с воротами и сторожка (строение 3). В 1892 году сооружён фонтан в приусадебном парке.
В доме Морозовой собирались писатели, поэты, художники. В доме бывали А. П. Чехов, Л. Н. Толстой, Андрей Белый, В. Я. Брюсов, А. А. Блок, В. А. Серов, А. М. Васнецов, В. А. Суриков и другие. Варвара Морозова сочувствовала либералам, и в доме проходили лекции, которые проводила оппозиционная организация «Союз освобождения». В 1905 году в доме проходило собрание большевиков.
Варвара Морозова умерла перед Октябрьской революцией, в 1917 году. Дом оказался национализирован, был передан военным, с 1919 года в нём разместились Музей социальной гигиены, с 1923 года преобразованный в Институт социальной гигиены (директор А. В. Мольков) (закрыт в 1930) и  Международный аграрный институт при Крестинтерне (1925—1940). В хозяйственном флигеле находились общежитие и типография Московского аграрного института, в 1930 году он был перестроен инженером В. А. Дедовым. В настоящее время особняк находится в ведении Администрации президента РФ.

## Архитектурные особенности
Главный фасад двухэтажного усадебного дома обращён к Воздвиженке, от которой отделён небольшим парком. В его оформлении выделяются два небольших портика на боковых ризалитах. На них можно увидеть фигуры грифонов. В целом дом оценивается как «итальянизированное палаццо городского типа… московская реминесценция итальянского образца и по фронтальному, и по пространственному решению, и по ритмике, и по соотнесённости со спецификой русской городской усадьбы» (Смирнова Л. М., Демская А. А., «Архитектор Роман Клейн») Внутреннее убранство оценивалось современниками как комфортабельное, в английском духе, но без излишеств, свойственных другим московским богачам.